# Cornu (instrumento)

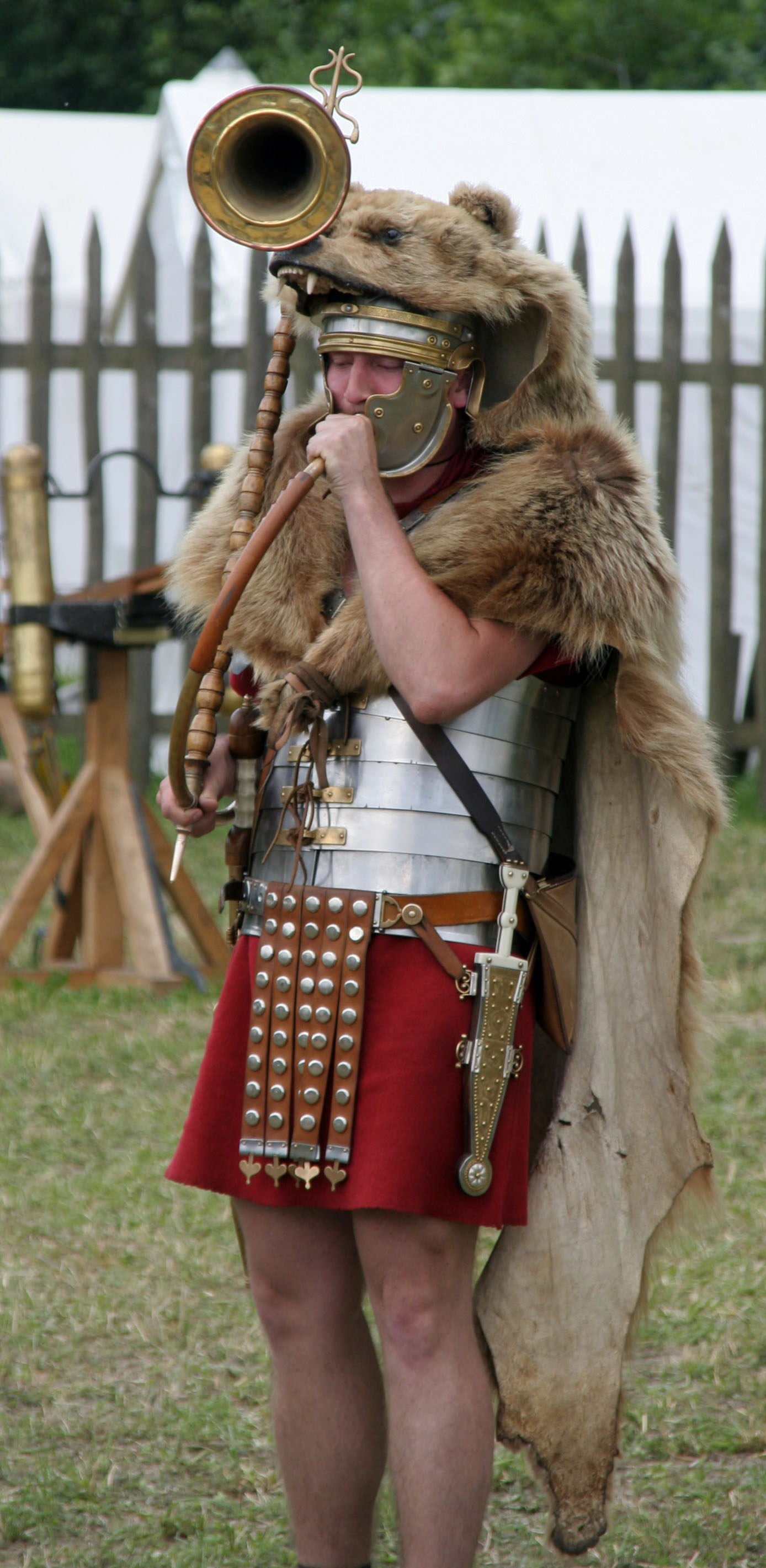
Recreación histórica de un cornicen.

Un corna o cornum (del latín cornū, cornūs o cornūm, pl. cornua, que significa "cuerno"; a veces traducido erróneamente como corneta) era un instrumento de viento metal de la Antigua Roma formado por un tubo de bronce que se curva en forma de "G", muy similar a la buccina. Fue empleado por el ejército romano de la Antigüedad principalmente para transmitir señales militares. El aeneator o soldado romano encargado de soplar este instrumento recibía el nombre de cornicen, en plural cornicines. Algún cornu se ha conservado hasta nuestros días, por ejemplo dos que pertenecen a las ruinas de Pompeya.
Durante la Revolución Francesa este instrumento fue recuperado con la denominación "tuba curva". Es el antecesor de la trompeta, el trombón y el sousafón entre otros.

## Descripción
El instrumento consistía en un tubo dispuesto en forma de letra “G”. Su origen parece haber sido etrusco, al igual que el lituus y también como ese instrumento, se dice que fue un derivado de la tuba romana, la trompeta recta. Esta hipótesis es bastante plausible en vista de la importancia que se le daba la tuba. No obstante, hay que tener en cuenta otra opinión muy difundida que defiende que el cornu era originalmente un cuerno de animal como la buccina. Quizás el cornu se desarrolló a partir de la tuba, inspirado tanto por la forma curva de la buccina como por el deseo de disponer de un instrumento de tono más grave y de diseño manejable.
Las fuentes en ocasiones confunden cornu y buccina porque sus formas eran similares, pero no puede haber duda de sus identidades separadas. Desde su primera aparición en las fuentes pictóricas etruscas, se observa que el cornu era mucho más grande que la buccina, estaba hecho de bronce y tenía su distintiva abrazadera vertical. Dicha barra transversal servía para fijar la estructura así como para ofrecer un medio de apoyar el peso del instrumento sobre el hombro del intérprete.

## Usos
En la época etrusca y romana temprana aparecía junto con la tuba y el lituus en procesiones para ocasiones oficiales, particularmente en los funerales de personajes relevantes. Sin embargo, con la expansión de la república y el imperio, se convirtió cada vez más en un instrumento militar, ocupando el segundo lugar en importancia después de la tuba en este aspecto. El cornu era portado por el cornicen o soplador del cuerno, quién codificaba las órdenes del general en señales y las emitía en el campo de batalla.
El escritor de la Antigua Roma, Vegetius en su obra De Re Militari escribió sobre los aspectos musicales de la legión romana:

«La música de la legión consiste en las tubae, los cornua y las buccinae. La tuba toca para indicar la carga y la retirada. Los cornua se utilizan sólo para regular los movimientos de los colores; las tubae se emplean para pedir a los soldados que salgan a cualquier trabajo sin los colores; pero en el momento de la batalla, las tubae y los cornua suenan juntos. El classicum, que es un sonido particular de la buccina o del cornu, es apropiado para el comandante en jefe y se utiliza en presencia del general, o en la ejecución de un soldado, como marca de que lo que se hace es por su autoridad. La guardia ordinaria y los puestos avanzados son montados y relevados siempre con el sonido de la tuba, que también dirige los movimientos de los soldados en misiones y los días de maniobras. Los cornua suenan siempre que los colores deban permanecer parados o plantados. Estas reglas se deben observar puntualmente en todos los ejercicios y revistas de modo que los soldados puedan estar listos para obedecerlos sin vacilación en la batalla conforme a las órdenes del general para cargar o para parar, para perseguir al enemigo o para retirarse. Por tanto nos convence de que lo que es necesario que se realice en el fragor de la batalla debe ser practicado constantemente en el ocio de la paz.»

Asimismo aparecía con cierta frecuencia junto con el hydraulis para acompañar los juegos públicos (ludi) y combates de gladiadores que se celebraban en la arena del circo romano. Una escena de este tipo se encuentra representada en el Mosaico de Zliten. En ocasiones también se empleaba en el culto a Cibeles junto con instrumentos más comunes para esta función como la tibia, el tympanum y los címbalos.

## Tuba curva
Instrumentos como el cornu y la buccina fueron recuperados del olvido bajo la denominación "tuba curva" durante la Revolución Francesa. La tuba curva se escuchó por primera vez en público durante la ceremonia del funeral de Voltaire en el Panteón de París el 11 de julio de 1791 interpretando música compuesta por François-Joseph Gossec para la ocasión.

## Galería de imágenes

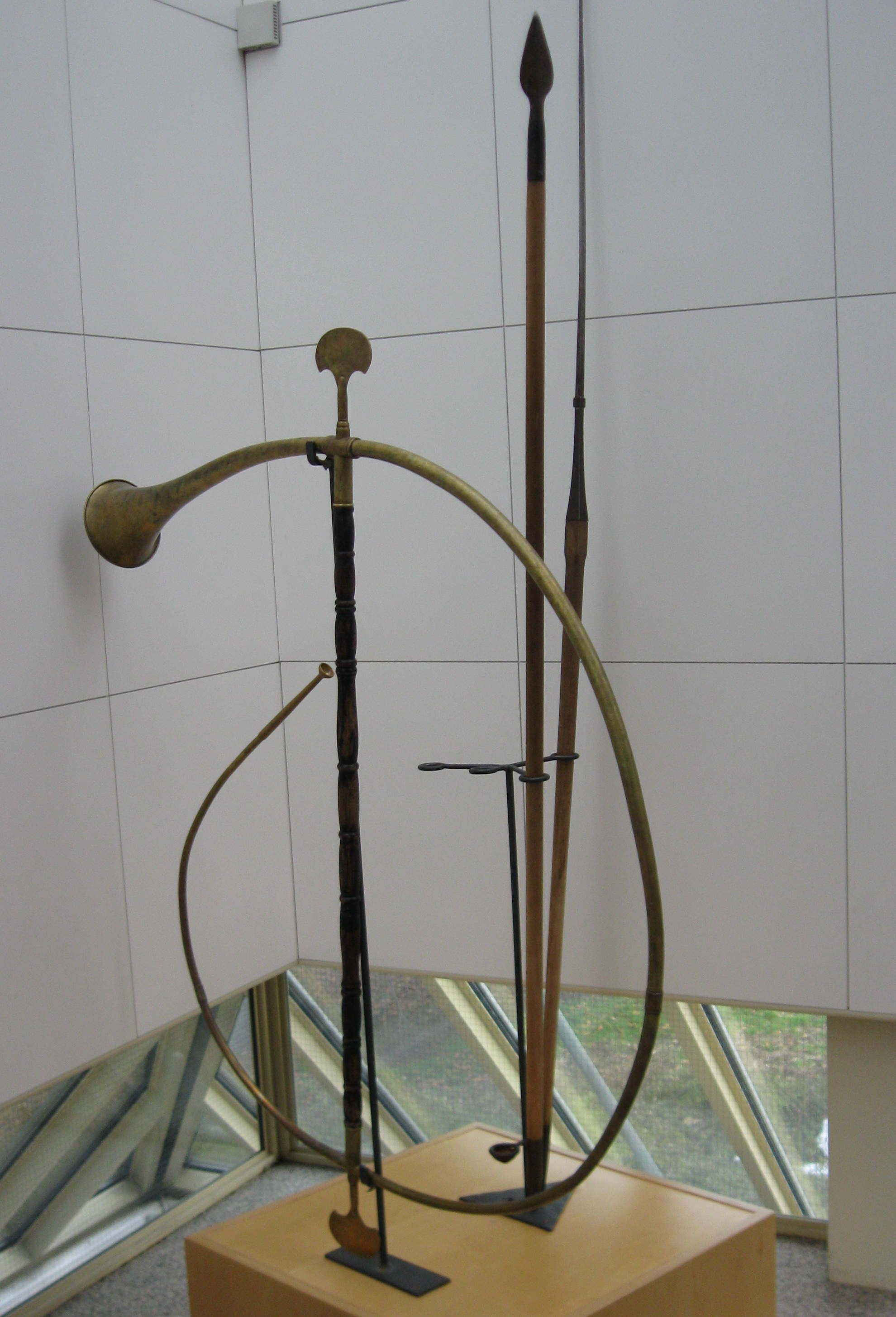
Cornu del Museo romano en Aalen, Alemania.
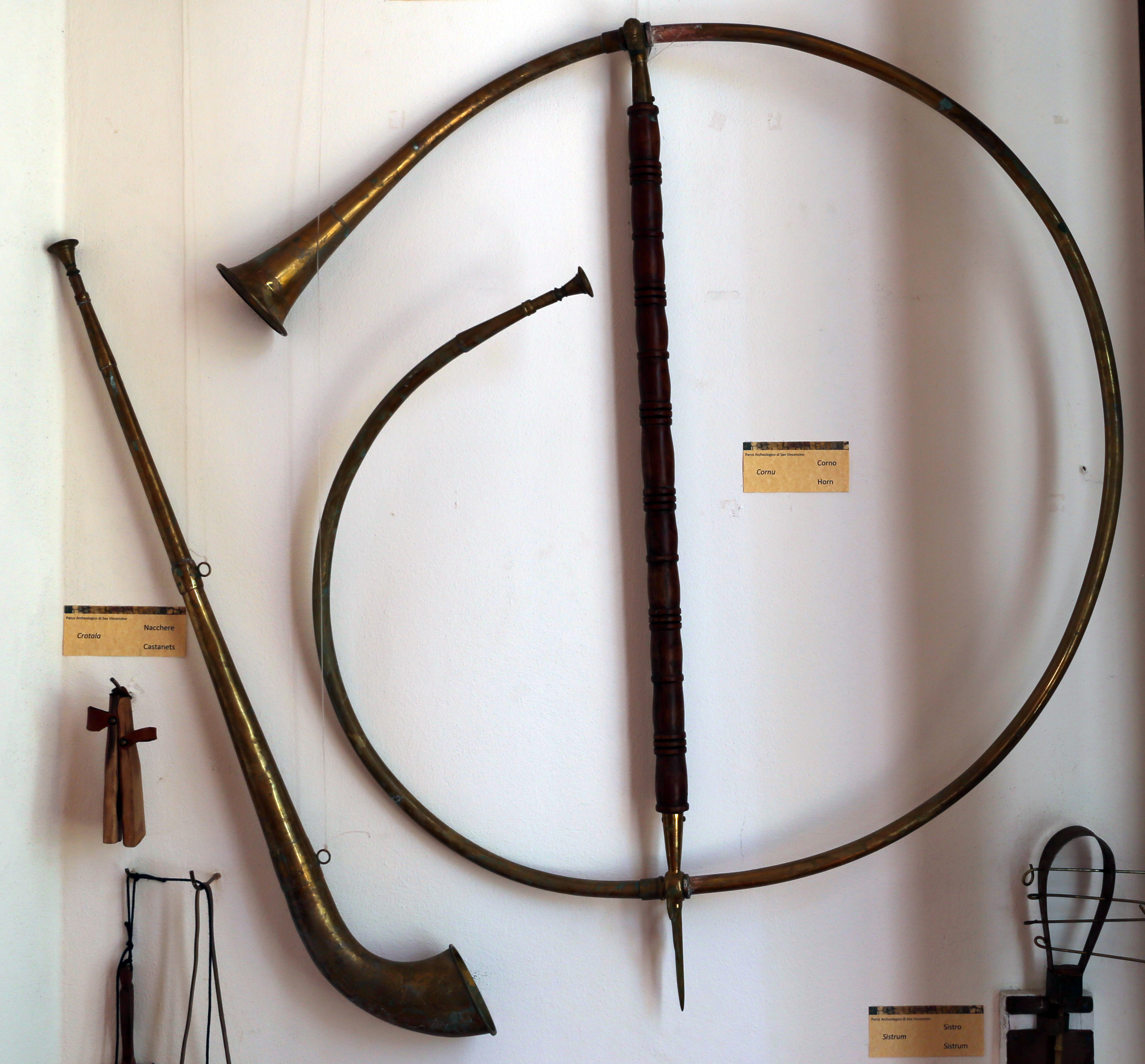
Cornu encontrado en la Villa romana di San Vincenzino, Italia.
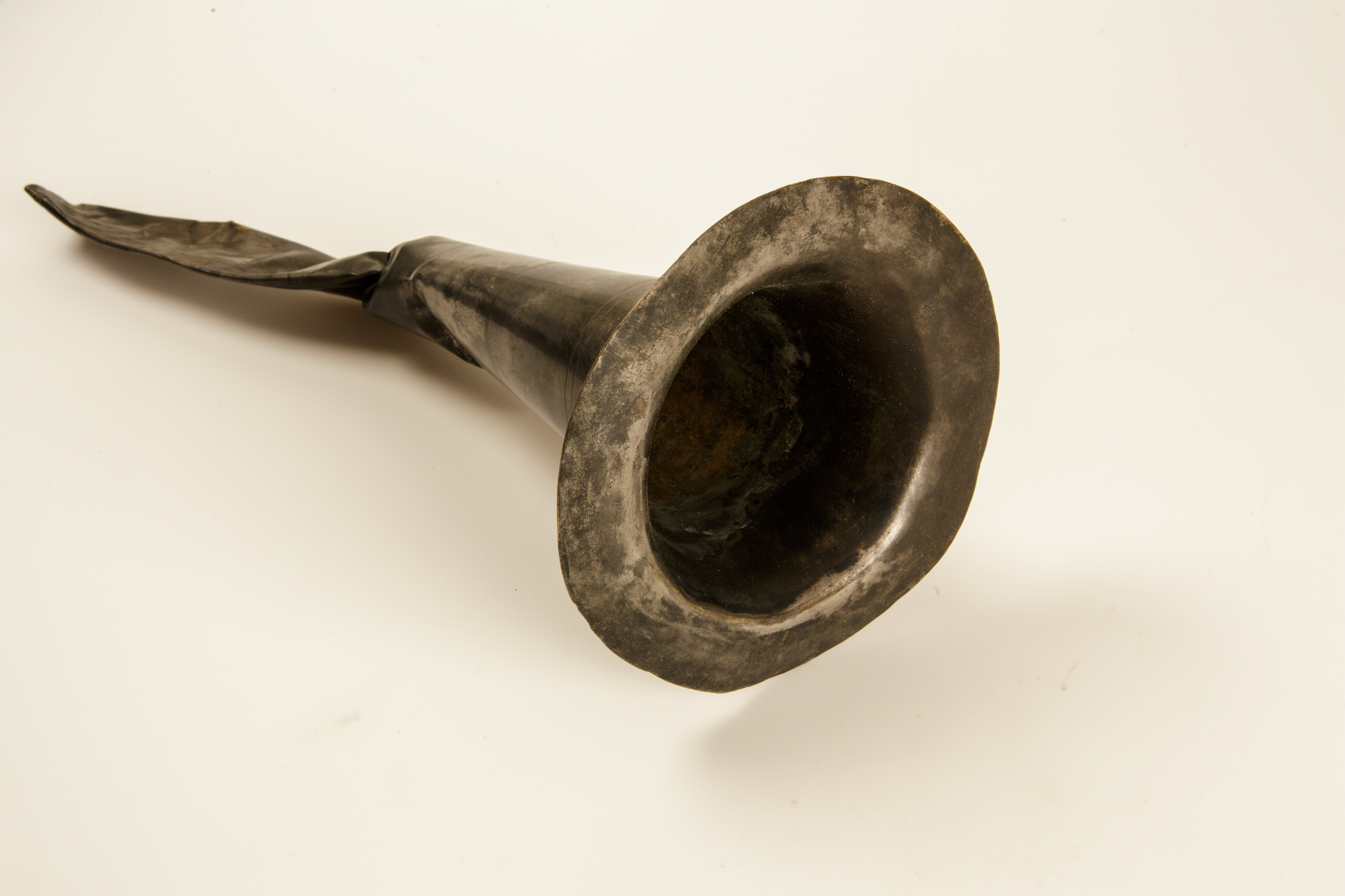
Cornu incompleto de bronce martillado encontrado en Alphen aan den Rijn, Países Bajos.
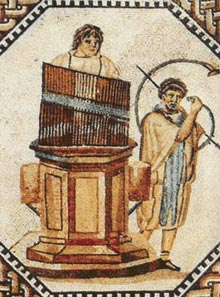
Hydraulis, órgano de tubos de agua, (izquierda) y cornu (derecha) en un mosaico de Nennig, Alemania.
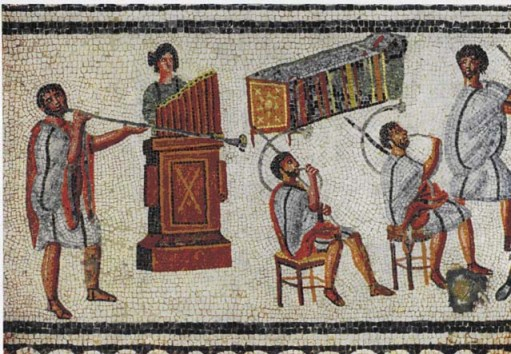
Tuba, hydraulis y 2 cornua (de izquierda a derecha) en el Mosaico de Zliten, Libia (s. II d. C.)
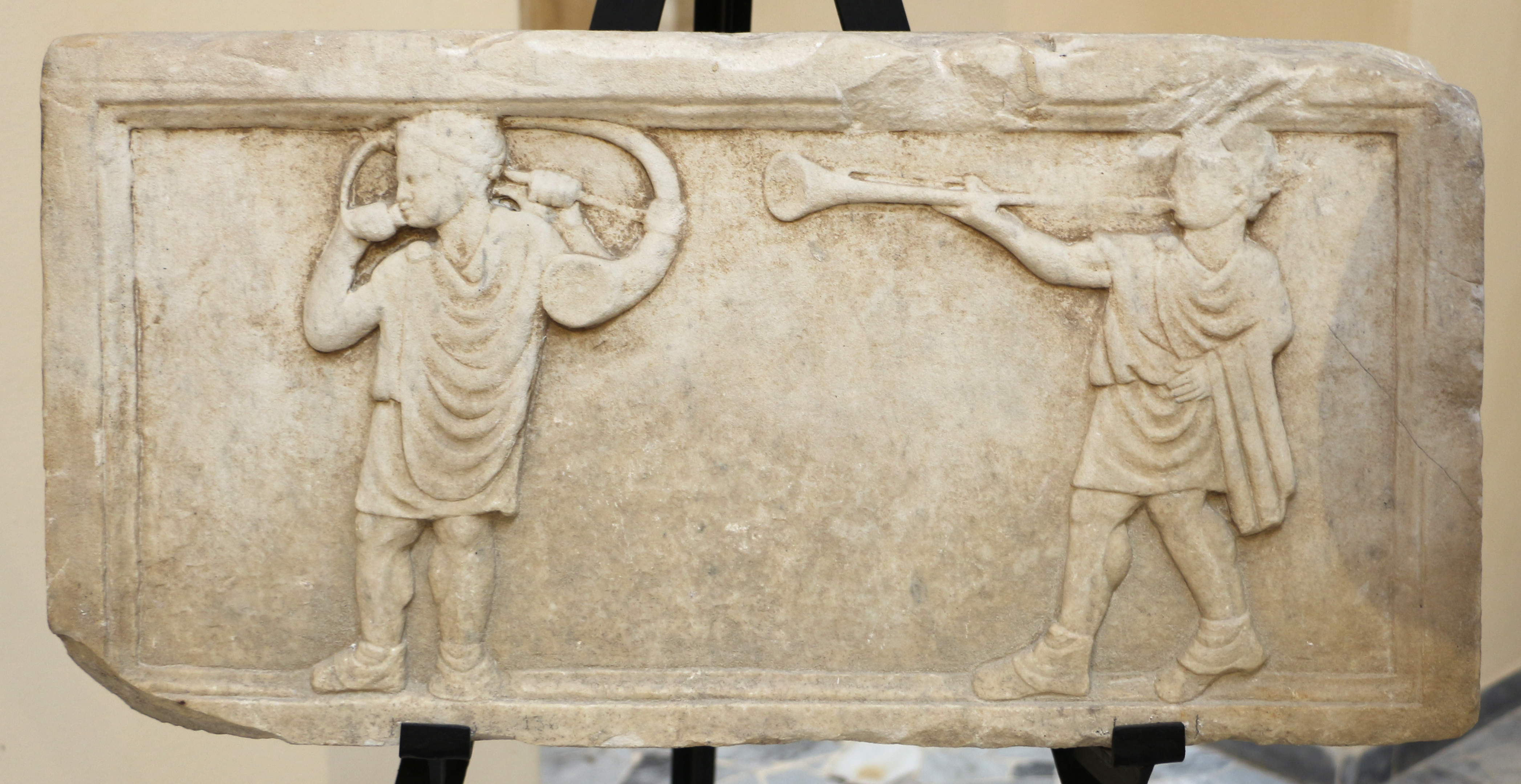
Cornu (izquierda) y tuba (derecha) romanos en un relieve del Museo Ostiense, Ostia Antica, Italia.
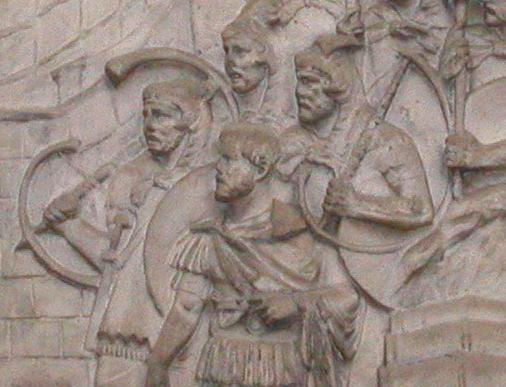
Cornicen esculpido en la Columna de Trajano, Roma (s. II d. C.)
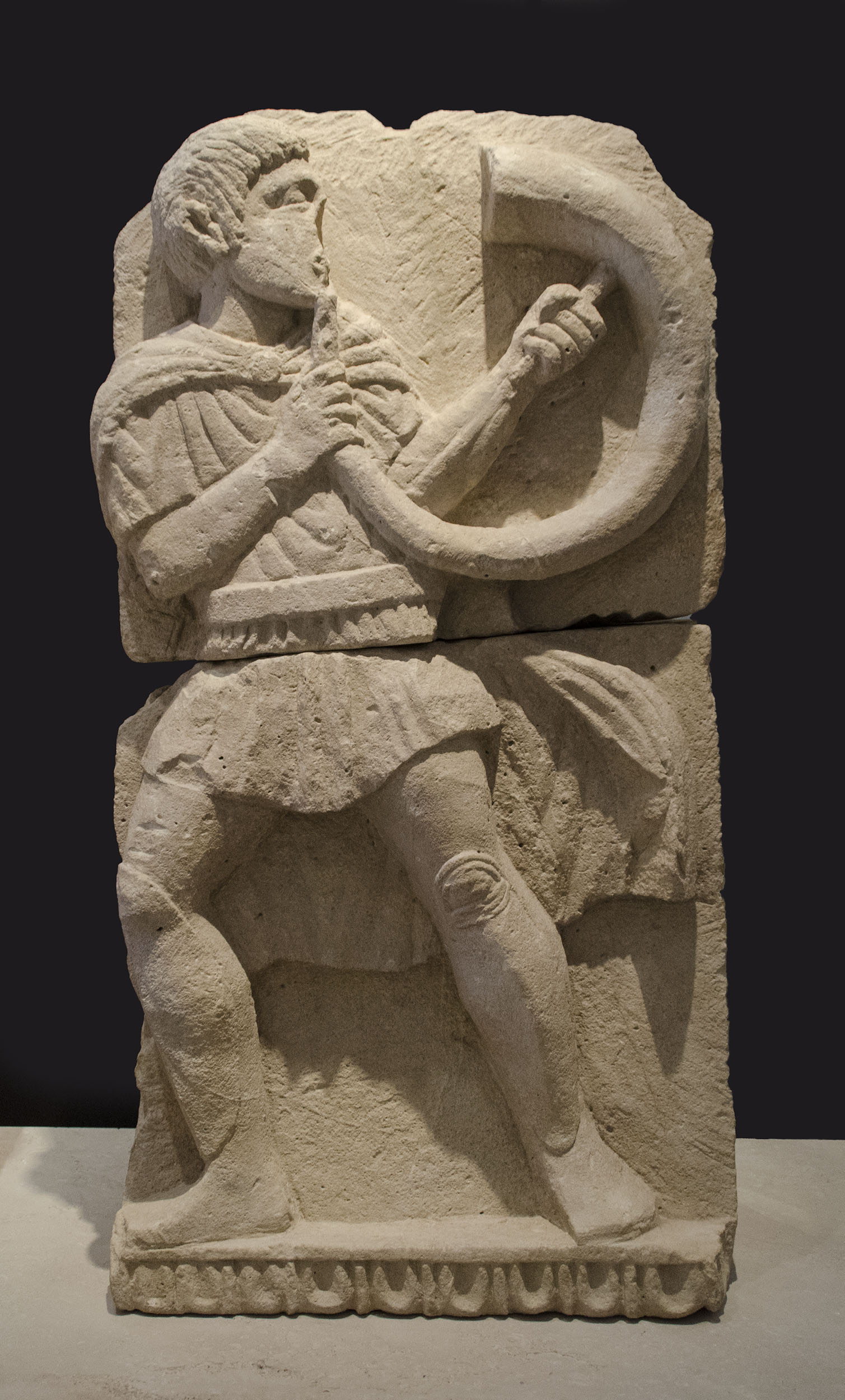
Cornicen íbero en un monumento funerario de Orsu, Osuna en el Museo Arqueológico Nacional de España (siglo I a.C.)
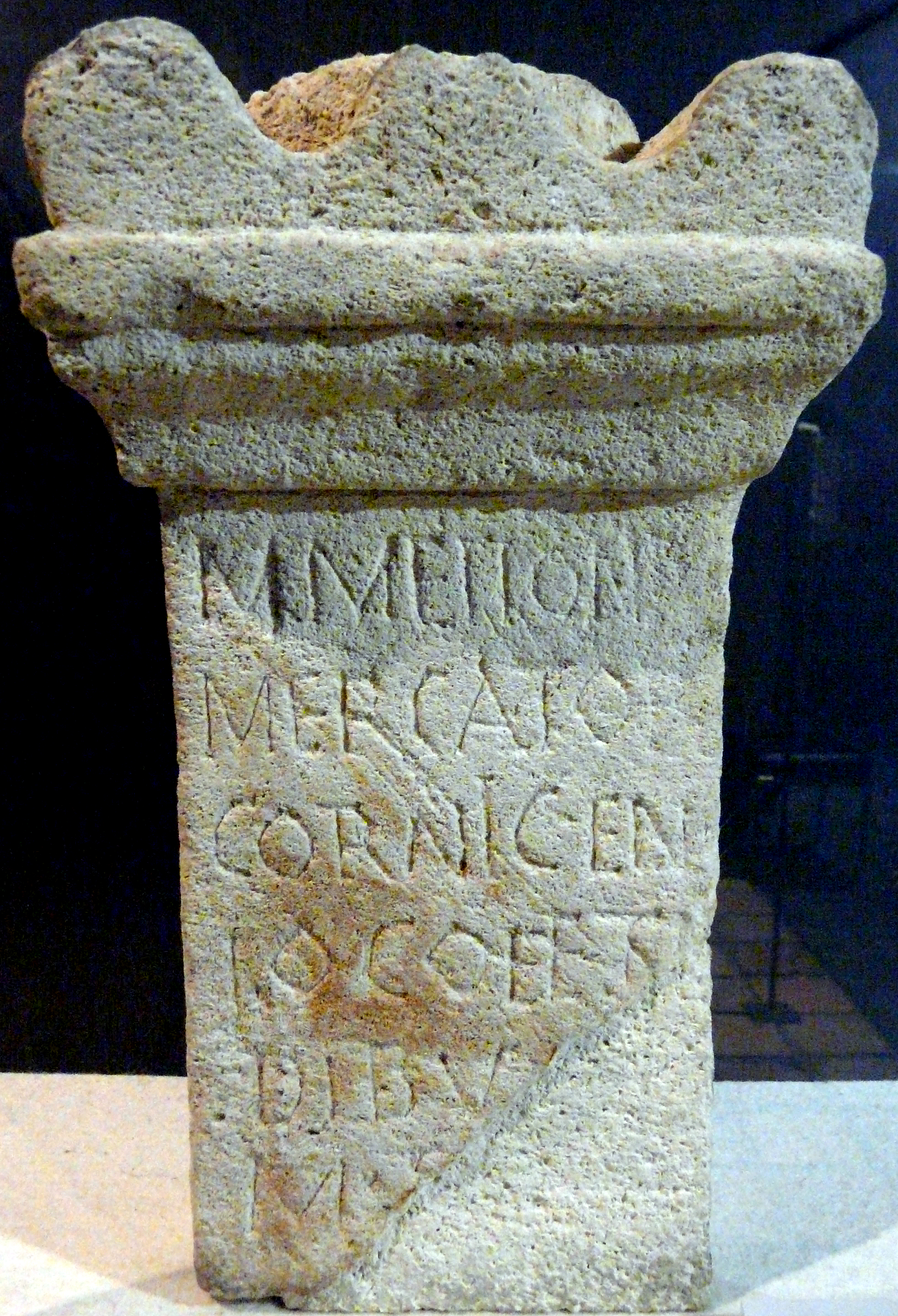
Lápida de un cornicen en Novaesium, Alemania.

## Discografía
- 1996 – Music of Ancient Rome, Vol. I. Wind Instruments. Synaulia. Florence. (Amiata ARNR 1396).[10]